# 梅尔多拉
梅尔多拉（義大利語：Meldola）是意大利艾米利亚-罗马涅大区弗利-切塞纳省的一个镇，面积78平方公里，人口9,886人（2007年）。

## 名人
- 费利切·奥尔西尼：革命家、爱国者